# Brachymeles wrighti
Espèce
Statut de conservation UICN

 DD  : Données insuffisantes
Brachymeles wrighti est une espèce de sauriens de la famille des Scincidae.

## Répartition
Cette espèce est endémique de Luçon aux Philippines.

## Étymologie
Cette espèce est nommée en l'honneur de John Suarez Wright.

## Publication originale
- Taylor, 1925 : Additions to the herpetological fauna of the Philippines, IV. The Philippine Journal of Science, vol. 26, p. 97-111.